# Que reste-t-il de nos amours?
Que reste-t-il de nos amours? (frz. für: „Was bleibt [übrig/zurück] von unseren Liebschaften?“) ist ein bekanntes Chanson des französischen Chansonniers Charles Trenet und Léo Chauliac aus dem Jahre 1942, das sich zu einem Jazzstandard entwickelte.

## Entstehung und Inhalt
Léo Chauliac komponierte das Chanson; den Text schrieb Trenet allein, wie damals üblich bekam Trenet auch eine Nennung als Komponist. Das melancholische Lied schildert die Erinnerungen einer nicht näher bezeichneten Person an deren Liebschaften: An einem trüben, stürmischen Herbstabend („Ce soir le vent qui frappe à ma porte … “), sitzt jemand in einem Haus vor einem erlöschenden Feuer und erinnert sich seiner Jugend und Liebschaften („…Me parle des amours mortes … “). Eine wiederkehrende Zeile beginnt mit den Worten „Baisers volés“ („gestohlene/geraubte Küsse“).

## Rezeption
Weltweit bekannt wurde das Chanson durch den 1968 von François Truffaut gedrehten französischen Film Geraubte Küsse, dessen Originaltitel die Worte aus Trenets Chanson «Baisers volés» sind. Darüber hinaus wird Que reste-t-il de nos amours? mehrfach während des Films gespielt, so in der Eröffnungssequenz und im Abspann. Eine weitere (ungenannte) Würdigung erfuhr der Refrain dieses Chansons durch diverse Variationen während des gesamten Films Der fremde Sohn unter der Regie von Clint Eastwood.

### Cover-Versionen
Bereits 1944, zwei Jahre nach der Erstveröffentlichung, wurde das Chanson von Lucienne Boyer gecovert. Es folgten Interpretationen von u. a. Jacqueline François, Dalida, Nana Mouskouri, Yves Montand, Chris Montez. Später dann noch von Stacey Kent, Lisa Zane, Rony Verbiest sowie Nicole Martin.
1999 spielte Franco Battiato die italienische Version „Che cosa resta“ ein. Eine Fassung in Portugiesisch stammt von João Gilberto.
Im englischsprachigen Raum ist die Adaptation von Albert A. Beach mit dem Titel I Wish You Love sehr bekannt, die zunächst von Keely Smith 1957 eingespielt wurde und selbst wiederum in zahlreichen Coverversionen existiert. Gloria Lynnes Aufnahme schaffte es 1964 gleichzeitig in die US-amerikanischen Popcharts, die R-&B-Charts und die Jazzcharts. Durch die Versionen von Musikern wie Chet Baker, Ray Brown, Benny Green, Grant Green (Street of Dreams 1966), den Singers Unlimited und Frank Sinatra mit dem Count Basie Orchestra wurde der Titel zu einem Jazzstandard.